# Siriondil
Siriondil (570 - 830 T. E.) es un personaje ficticio que forma parte del legendarium creado por el escritor británico J. R. R. Tolkien y cuya breve historia es narrada en los apéndices de la novela El Señor de los Anillos. Es un dúnadan, hijo de Atanatar I y undécimo soberano de Gondor. Su nombre es quenya y puede traducirse como «amante del Sirion» o «amigo del Sirion», donde Sirion (que significa «río grande» en sindarin) es el nombre de un río de la Tierra Media.
Nació en el año 570 de la Tercera Edad del Sol y ocupó el trono de Gondor tras la muerte de su padre en el 748 T. E. Murió en el 830 T. E., siendo sucedido por su hijo Tarannon, pues Tarciryan era el menor de los hermanos.